# Dysoxylum gaudichaudianum
Dysoxylum gaudichaudianum là một loài thực vật có hoa trong họ Meliaceae. Loài này được (A.Juss.) Miq. mô tả khoa học đầu tiên năm 1868.

## Hình ảnh

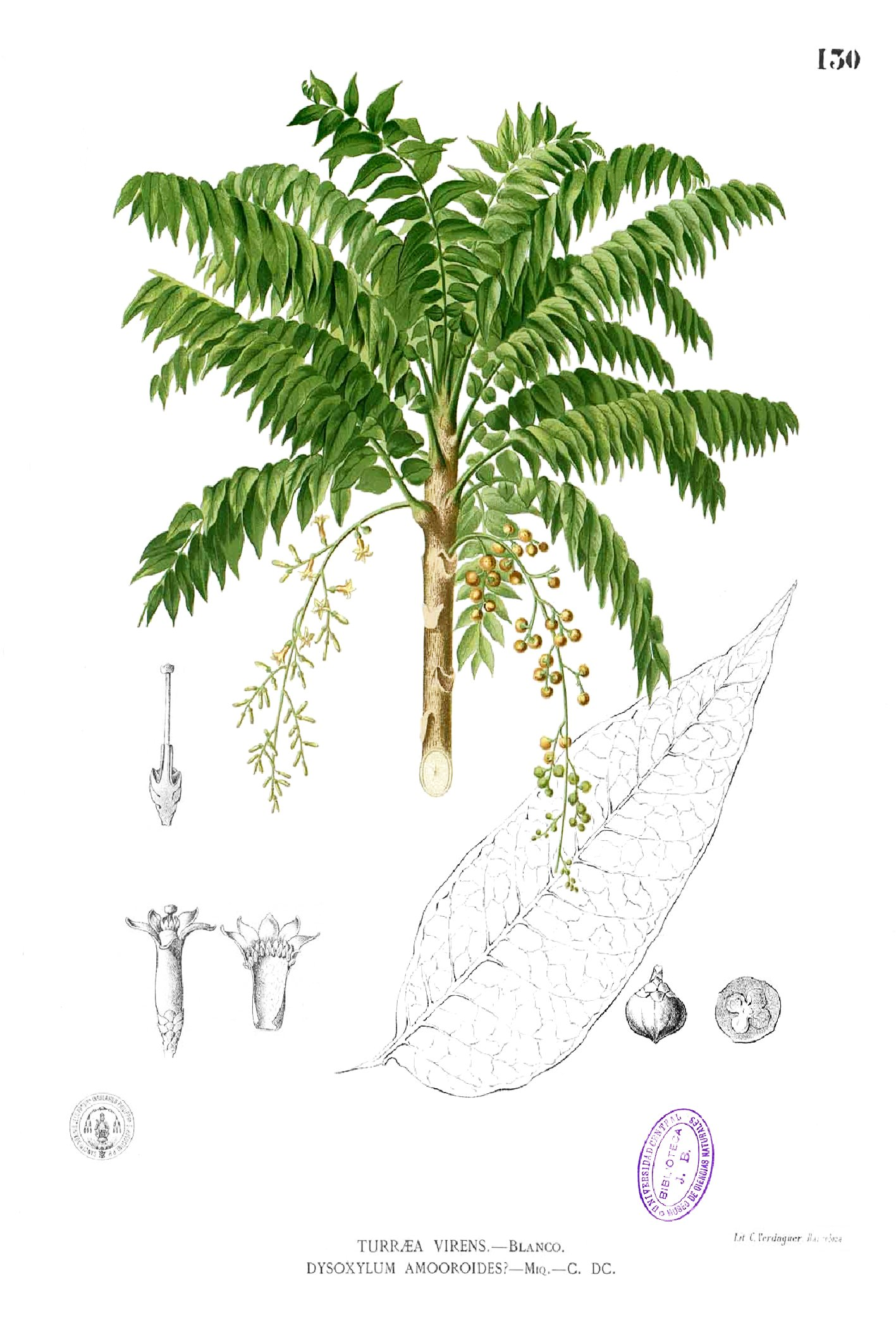
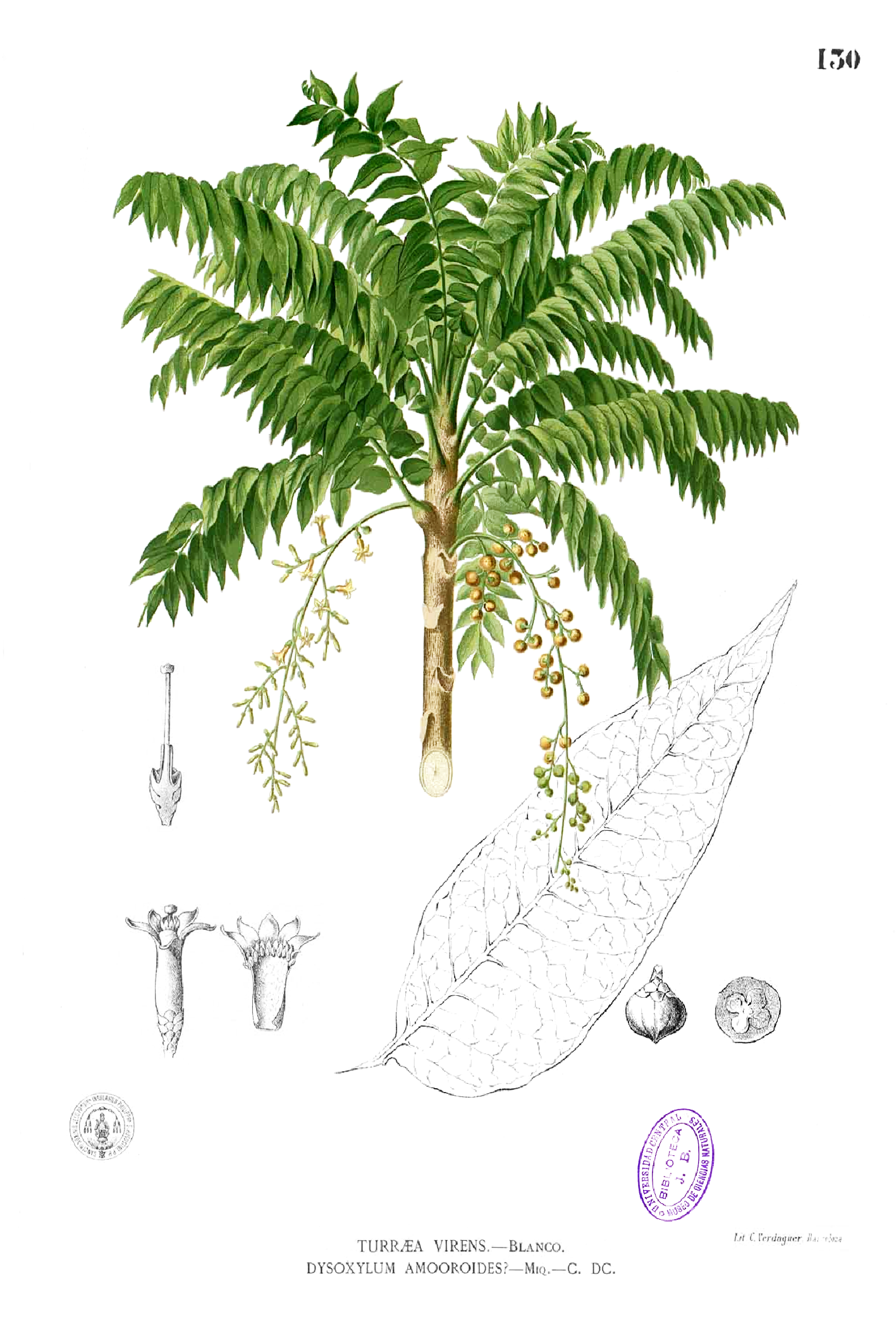